# 威廉·倫道夫·斯蒂爾
威廉·倫道夫·斯蒂爾（英語：William Randolph Steele；1842年7月24日—1901年11月30日），是一位美國民主黨的政治人物，曾在1873年至1877年擔任懷俄明領地眾議院議會代表。

## 生平
斯蒂爾在紐約市出生，長大後修讀法律並成為一名律師。在南北戰爭期間，他於1861年至1865年在第二軍團服役。至1869年，他搬到懷俄明州夏延從事法律事業。
1871年，斯蒂爾當選為領地議會議員，任期直到1873年3月4日。當他任期屆滿時，就以民主黨黨員身份當選第四十三屆和第四十四屆聯邦國會懷俄明領地眾議院議會代表，惟於第四十五屆時連任失敗。此後，他移居到南達科他州戴德伍德繼續任職律師，並在1894年－1896年成為當地市長。
1901年11月30日，斯蒂爾於戴德伍德去世，葬於摩利亞山公墓。

## 外部連結
- 在Find a Grave上的威廉·倫道夫·斯蒂爾

}
| 美国众议院                    | 美国众议院                                       | 美国众议院                  |
| ----------------------------- | ------------------------------------------------ | --------------------------- |
| 前任者： 威廉·西奧菲勒斯·瓊斯 | 懷俄明領地單一國會選區 眾議院代表 1873年－1877年 | 繼任者： 威廉·惠靈頓·科利特 |